# Gormenghast (miniserie)
Gormenghast är en brittisk miniserie på fyra avsnitt baserad på de två första böckerna i serien med samma namn. Miniserien är producerad av BBC och sändes på deras kanal BBC Two året 2000. Den är en av BBC:s dyraste produktioner någonsin. I Sverige släpptes miniserien på DVD den 15 december 2010.

## Rollista (i urval)
- Jonathan Rhys Meyers – Steerpike
- Celia Imrie – Gertrude
- Ian Richardson – Sepulchrave
- Neve McIntosh – Fuchsia Groan
- Christopher Lee – Mr. Flay
- Richard Griffiths – Swelter
- Andrew N. Robertson – Titus Groan som 17-åring
- Cameron Powrie – Titus Groan som 12-åring
- John Sessions – Dr. Alfred Prunesquallor
- Fiona Shaw – Irma Prunesquallor
- June Brown – Nannie Slagg
- Olga Sosnovska – Keda
- Zoë Wanamaker – Clarice Groan
- Lynsey Baxter – Cora Groan
- Stephen Fry – Professor Bellgrove
- Warren Mitchell – Barquentine
- Windsor Davies – Rottcodd
- Eric Sykes – Mollocks
- Spike Milligan – Rektor De'Ath
- Gregor Fisher – The Fly
- Mark Williams – Professor Perch
- Martin Clunes – Professor Flower
- Steve Pemberton – Professor Mule
- Phil Cornwell – Professor Shred
- James Dreyfus – Professor Fluke
- Sean Hughes – Poet